# Hipparchia caeca
Hipparchia caeca är en fjärilsart som beskrevs av Hans-Joachim Hannemann 1931. Hipparchia caeca ingår i släktet Hipparchia och familjen praktfjärilar. Inga underarter finns listade i Catalogue of Life.